# Destination finale : Bloodlines
Pour les articles homonymes, voir Bloodline.
Série Destination finale
Destination finale 5
(2011)
Pour plus de détails, voir Fiche technique et Distribution.
Destination finale : Bloodlines ou Destination ultime : Liens de sang au Québec (Final Destination Bloodlines) est un film américain réalisé par Zach Lipovsky et Adam B. Stein et sorti en 2025. Il s'agit du sixième volet de la franchise Destination finale.

## Synopsis
Le film commence en 1968, quand un jeune couple, Iris et Paul, se rendent à l'inauguration de la tour Sky View. Iris est d'abord apeurée, pas par la hauteur de la tour, mais parce qu'elle doit révéler à son compagnon qu'elle est enceinte. Au moment où Paul lui fait une demande en mariage, Iris lui avoue sa grossesse, et Paul est heureux d'apprendre qu'il est non seulement fiancé, mais également futur père. Iris accepte la demande. Cependant, la Mort devait survenir : ce qui devait être une soirée romantique et plaisante, se transforme en un carnage.
Stefani Reyes (Kaitlyn Santa Juana) fait tous les jours le même cauchemar dans lequel elle voit ses grands-parents et de nombreuses personnes mourir dans l'effondrement d'un restaurant panoramique, 50 ans auparavant. Contre l'avis du reste de sa famille, elle décide de retrouver sa grand-mère, qui vit recluse depuis des années, afin de l'interroger. Celle-ci lui apprend que la Mort en a après toute la famille car aucun n'aurait dû exister si elle n'avait pas échappé à l'accident du restaurant. Elle lui donne un manuel qu'elle a rédigé afin de reconnaître les signes de la présence de la Mort, juste avant de mourir de façon horrible.

## Fiche technique
Sauf indication contraire, les informations mentionnées dans cette section peuvent être confirmées par les bases de données cinématographiques IMDb et Allociné,  présentes dans la section « Liens externes ».
- Titre original : Final Destination Bloodlines
- Titre français : Destination Finale : Bloodlines[1]
- Titre québécois : Destination ultime : Liens de sang
- Réalisation : Zach Lipovsky et Adam B. Stein
- Scénario : Guy Busick et Lori Evans Taylor, d'après les personnages créés par Jeffrey Reddick
- Musique : Tim Wynn
- Direction artistique : David Clarke et Natasha Stoesz
- Décors : Rachel O'Toole
- Photographie : Christian Sebaldt
- Montage : Sabrina Pitre
- Production : Dianne McGunigle, Craig Perry, Sheila Hanahan Taylor et Jon Watts
  - Production déléguée :  Richard Brener, Dave Neustadter et Warren Zide
- Société de production : New Line Cinema
- Société de distribution : Warner Bros. Pictures (États-Unis), Warner Bros. France (France)
- Pays de production :  États-Unis
- Langue originale : anglais
- Format : couleur
- Genres : horreur, thriller, fantastique, gore
- Durée : 110 minutes
- Dates de sortie[2] : 
  - France : 14 mai 2025[3]
  - États-Unis : 16 mai 2025
- Classification :
  - France : Interdit aux moins de 12 ans avec avertissement lors de sa sortie en salles mais aux moins de 16 ans à la télévision.
  - Québec : 13 ans et plus (violence et horreur)

## Distribution
- Kaitlyn Santa Juana (en) (VF : Kelly Marot ; VQ : Marie-Laurence Boulet) : Stefani Reyes
- Teo Briones (VF : Esteban Oertli ; VQ : Philippe Vanasse-Paquet) : Charlie Reyes, frère cadet de Stefani
- Richard Harmon (VF : Alexis Tomassian ; VQ : Dany Boudreault) : Erik Campbell, cousin de Stefani et Charlie
- Owen Patrick Joyner (en) (VF : Clément Moreau ; VQ : Nicolas Bacon) : Bobby Campbell, cousin de Stefani et Charlie
- Anna Lore (VF : Victoria Grosbois ; VQ : Justine Bouchard) : Julia Campbell, cousine de Stefani et Charlie
- Rya Kihlstedt (VF : Armelle Gallaud ; VQ : Manon Arsenault) : Darlene Campbell, mère de Stefani et Charlie
- Tinpo Lee (VF : Sacha Petronijevic) : Marty Reyes, père de Stefani et Charlie
- Alex Zahara (VF : Sylvain Agaësse ; VQ : Christian Perrault) : Howard Campbell, oncle de Stefani et Charlie
- April Telek (VF : Jessie Lambotte) : Brenda Campbell, tante de Stefani et Charlie
- Gabrielle Rose (VF : Catherine Davenier ; VQ : Claudine Chatel) : Iris Campbell, mère de Darlene et Howard
- Brec Bassinger (VF : Thaïs Laurent ; VQ : Lauriane S. Thibodeau) : Iris Campbell jeune
- Max Lloyd-Jones (VF : Aurélien Raynal ; VQ : Nicholas Savard L'Herbier) : Paul Campbell, fiancé puis mari d'Iris
- Tony Todd (VF : Thierry Desroses) : William Bludworth (en), dit J. B.
- Natasha Burnett (VF : Fily Keita) : Evie Bludworth, mère de J. B.
- Jayden Oniah : J. B., enfant

Source et légende : Version française (VF) sur RS Doublage Carton du doublage à la fin du film ; version québécoise (VQ) sur Doublage.qc.ca

## Production

### Genèse et développement
Avant la sortie de Destination finale 5 en 2011, l'acteur Tony Todd a déclaré que si le film est un succès commercial, deux suites seraient tournées en simultané. Réalisateur du 5e opus, Steven Quale déclare quant à lui : « Qui sait. Il ne faut jamais dire jamais. Je veux dire, cela dépendra des fans. Nous verrons comment celui-ci se comportera à l'échelle internationale, et si cela rapporte autant d'argent que le quatrième, je suis sûr que Warner Brothers voudra en faire un autre. »
En janvier 2019, il est révélé que New Line Cinema développe un nouveau film. Patrick Melton et Marcus Dunstan sont initialement chargés d'écrire un script décrit comme une réinvention de la franchise. En mars 2020, le producteur Craig Perry explique que le film « se déroule dans le monde des premiers intervenants comme les ambulanciers, les pompiers et les policiers. » Lorsqu'on lui a demandé si l'histoire se déroulait dans le même canon que les épisodes films, le producteur répond que « reboot est probablement un mot trop fort [...] mais c'est définitivement un film Destination finale. » En octobre 2020, le créateur de la franchise Jeffrey Reddick (en) confirme qu'un sixième film était en préparation avant la pandémie de Covid-19.
En octobre 2021, Lori Evans Taylor est annoncé pour écrire un nouveau script. En janvier 2022, la plateforme HBO Max annonce qu'elle diffusera le film. Jon Watts rejoint alors le projet comme producteur. Il est par ailleurs précisé que Lori Evans Taylor a coécrit le script avec Guy Busick (en). En juillet 2022, Jeffrey Reddick déclare que le film différera de la formule habituelle de la franchise. En septembre 2022, Zach Lipovsky et Adam Stein sont sélectionnés parmi plus de deux cents candidats pour réaliser le film. Ils ont eu une réunion Zoom avec des dirigeants et des producteurs de New Line pour présenter leur pitch.

### Attribution des rôles
En septembre 2023, le site Bloody Disgusting révèle que Tony Todd a signé pour reprendre son rôle de William Bludworth (en). C'est son dernier film avant sa mort en novembre 2024, qui sort à titre posthume.
En mars 2024, Brec Bassinger, Teo Briones, Kaitlyn Santa Juana, Richard Harmon, Anna Lore, Owen Joyner, Max Lloyd-Jones, Rya Kihlstedt ou encore Tinpo Lee sont annoncés.

### Tournage
Le tournage devait initialement se dérouler à Vancouver de fin juillet à octobre 2023. Mi-juillet, il est finalement repoussé en raison de la grève SAG-AFTRA. Les prises de vues débutent finalement le 4 mars 2024 et s'achèveront en mai 2024,.